# Trilophosaurus
Trilophosaurus is een geslacht van uitgestorven trilophosauride allokotosauriërs bekend uit het Laat-Trias van Noord-Amerika. Het lijkt in bouw op een hagedis maar is in feite een lid van de Archosauromorpha.
Deze herbivoor was tot 2,5 meter lang. Hij had een korte, ongewoon zwaar gebouwde schedel, uitgerust met massieve, brede afgeplatte wangtanden met scherpe scheervlakken voor het snijden van taai plantaardig materiaal. Tanden ontbreken in de premaxilla en de voorkant van de onderkaak, die in het leven waarschijnlijk waren uitgerust met een hoornige snavel. De schedel is ook ongebruikelijk omdat de onderste tijdelijke opening ontbreekt, waardoor het lijkt op een euryapside schedel. Hierdoor werden de trilophosauriërs ooit geclassificeerd met placodonten binnen de Sauropterygia. Carroll (1988) suggereerde dat de onderste opening mogelijk verloren was gegaan om de schedel te versterken.

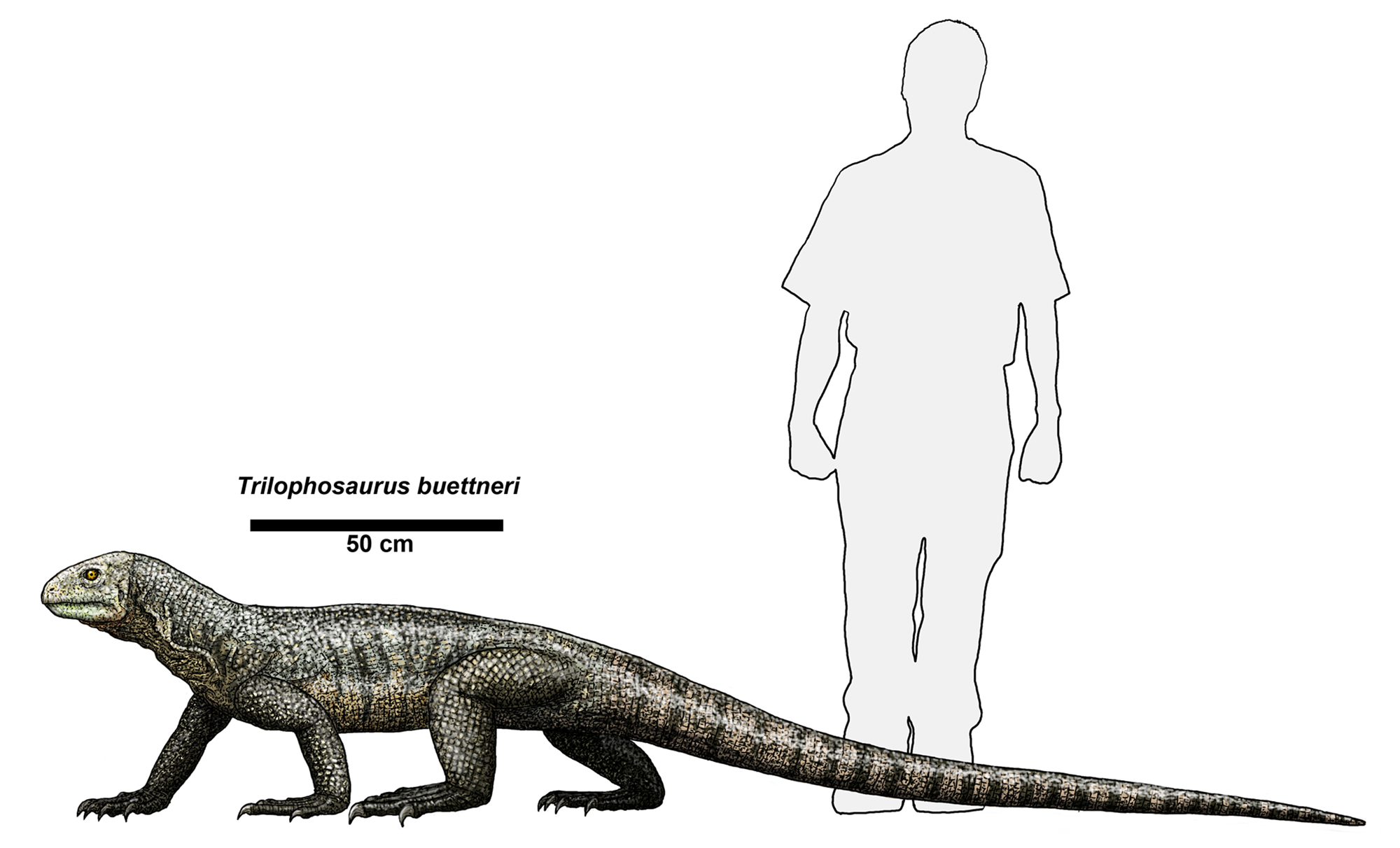
Trilophosaurus buettneri in grootte vergeleken met een mens

Traditioneel wordt aangenomen dat Trilophosaurus twee geldige soorten omvat: de typesoort Trilophosaurus buettneri en de meer robuuste Trilophosaurus jacobsi. In 1993 hebben de paleontologen Hans-Dieter Sues en Paul Everett Olsen Trilophosaurus jacobsi, evenals twee extra trilophosauriden (Tricuspisaurus en Variodens), opnieuw toegewezen aan de Procolophonidae op basis van overeenkomsten tussen zijn drieknobbelige tanden en die van de nieuw beschreven procolophonide Xenodiphyodon. Deze opvatting bleef in latere publicaties staan totdat het schedelmateriaal van Trilophosaurus jacobsi werd beschreven door Heckert et al. (2006). Het nieuwe materiaal bevestigde de oorspronkelijke classificatie dat Trilophosaurus jacobsi, evenals Tricuspisaurus en Variodens, gezien hun gedeelde kenmerken, inderdaad trilophosauriden zijn. Ondertussen werd de derde soort Trilophosaurus dornorum benoemd door Mueller & Parker (2006) op basis van tanden van een robuust individu. Spielmann et al. (2009) voerden aan dat de robuustheid van de nieuwe soort niet voldoende is om hem te onderscheiden van andere Trilophosaurus-soorten, vooral in het licht van nieuwe robuuste exemplaren van Trilophosaurus jacobsi. Daarom beschouwden ze Trilophosaurus dornorum als een jonger synoniem van Trilophosaurus jacobsi, een standpunt dat sindsdien in andere publicaties werd gehandhaafd. Spielmann et al. (2006) herbeschreef het typemateriaal van Malerisaurus langstoni en concludeerde dat het niet te onderscheiden is van Trilophosaurus buettneri, en dus vertegenwoordigt Malerisaurus langstoni het synoniem ervan.
Nesbitt et al. (2015) voerden een fylogenetische analyse uit die zich richtte op de verwantschappen binnen de Allokotosauria en vonden Trilophosaurus jacobsi nauwer verwant te zijn aan Spinosuchus caseanus dan aan de typesoort van het geslacht Trilophosaurus. Om deze mogelijkheid verder te testen, werden de holotypen van Spinosuchus caseanus en Trilophosaurus jacobsi afzonderlijk bekeken van elementen uit de Kahle Trilophosaurus-steengroeve die toegewezen waren aan Trilophosaurus jacobsi door Spielmann et al. (2008) of van Spinosuchus caseanus benoemd door Spielmann et al. (2009)). Een fylogenetische analyse vond de drie in een monofyletische clade met uitsluiting van Trilophosaurus buettneri op basis van een enkele autapomorfie. Bovendien bleken de soorten Spinosuchus caseanus en Trilophosaurus jacobsi evenals het materiaal van de Kahle-steengroeve allemaal identiek, wat suggereert dat Trilophosaurus jacobsi niet alleen opnieuw aan Spinosuchus moet worden toegewezen, maar in feite het jonger synoniem is van zijn type- en enige soort (Spinosuchus caseanus). Nesbitt et al. (2015) onthield zich van het officieel synoniem maken van de twee taxa in afwachting van verdere studie van andere geavanceerde trilophosauriden.